# Die Wache tritt ans Gewehr
Die Wache tritt ans Gewehr ist ein Dokumentarfilm von Max Skladanowsky aus dem Jahr 1896.

## Handlung
Unter großem Interesse der Bevölkerung vollziehen die Wachsoldaten die Ablösung an der Neuen Wache in der Berliner Straße Unter den Linden.

## Produktion und Veröffentlichung
Eine 35-mm-Kopie befindet sich in der Deutschen Kinemathek.